# Globo de Ouro de melhor série dramática
Esta é uma lista das séries de televisão premiadas com o Globo de Ouro para Melhor Série de Drama (no original em inglês, Golden Globe Award for Best Television Series – Drama).

## Vencedores e nomeados/indicados

### Anos 1960
| Ano  | Programa           | Canal |
| ---- | ------------------ | ----- |
| 1969 | Marcus Welby, M.D. | ABC   |
| 1969 | Bracken's World    | NBC   |
| 1969 | The Mod Squad      | ABC   |
| 1969 | Mannix             | CBS   |
| 1969 | Room 222           | ABC   |

### Anos 1970
| Ano  | Programa                      | Canal |
| ---- | ----------------------------- | ----- |
| 1970 | Medical Center                | CBS   |
| 1970 | The Bold Ones: The Senator    | NBC   |
| 1970 | Marcus Welby, M.D.            | ABC   |
| 1970 | The Mod Squad                 | ABC   |
| 1970 | The Young Lawyers             | ABC   |
| 1971 | Mannix                        | CBS   |
| 1971 | Marcus Welby, M.D.            | ABC   |
| 1971 | Medical Center                | CBS   |
| 1971 | The Mod Squad                 | ABC   |
| 1971 | O'Hara, U.S. Treasury         | CBS   |
| 1972 | Columbo                       | NBC   |
| 1972 | America                       | BBC   |
| 1972 | Mannix                        | CBS   |
| 1972 | Medical Center                | CBS   |
| 1972 | The Waltons                   | CBS   |
| 1973 | The Waltons                   | CBS   |
| 1973 | Cannon                        | CBS   |
| 1973 | Columbo                       | NBC   |
| 1973 | Hawkins                       | CBS   |
| 1973 | Mannix                        | CBS   |
| 1973 | Police Story                  | NBC   |
| 1974 | Upstairs, Downstairs          | ITV   |
| 1974 | Columbo                       | NBC   |
| 1974 | Kojak                         | CBS   |
| 1974 | Police Story                  | NBC   |
| 1974 | The Streets of San Francisco  | ABC   |
| 1974 | The Waltons                   | CBS   |
| 1975 | Kojak                         | CBS   |
| 1975 | Baretta                       | ABC   |
| 1975 | Columbo                       | NBC   |
| 1975 | Petrocelli                    | NBC   |
| 1975 | Police Story                  | NBC   |
| 1976 | Rich Man, Poor Man            | ABC   |
| 1976 | Captains and the Kings        | NBC   |
| 1976 | Charlie's Angels              | ABC   |
| 1976 | Family                        | ABC   |
| 1976 | Little House on the Prairie   | NBC   |
| 1977 | Roots                         | ABC   |
| 1977 | Charlie's Angels              | ABC   |
| 1977 | Columbo                       | NBC   |
| 1977 | Family                        | ABC   |
| 1977 | Starsky and Hutch             | ABC   |
| 1977 | Upstairs, Downstairs          | ITV   |
| 1978 | 60 Minutes                    | CBS   |
| 1978 | Battlestar Galactica          | ABC   |
| 1978 | Family                        | ABC   |
| 1978 | Holocaust                     | NBC   |
| 1978 | Lou Grant                     | CBS   |
| 1979 | Lou Grant                     | CBS   |
| 1979 | Backstairs at the White House | NBC   |
| 1979 | Centennial                    | NBC   |
| 1979 | Dallas                        | CBS   |
| 1979 | The Rockford Files            | NBC   |
| 1979 | Roots: The Next Generations   | ABC   |

### Anos 1980
| - 1980: Shōgun - Dallas - 1982: Hill Street Blues - Hart to Hart - Lou Grant - Vega$ - The Scarlett O'Hara War - 1981: Hill Street Blues - Dallas - Dynasty - Hart to Hart - Lou Grant - Dallas - Dynasty - Hart to Hart - Magnum, P.I. - 1983: Dynasty - Cagney & Lacey - Dallas - Hart to Hart - Hill Street Blues - 1984: Murder, She Wrote - Cagney & Lacey - Dynasty - Hill Street Blues - St. Elsewhere | - 1985: Murder, She Wrote - Cagney & Lacey - Dynasty - Miami Vice - St. Elsewhere - 1986: L.A. Law - Cagney & Lacey - Dynasty - Miami Vice - Murder, She Wrote - St. Elsewhere - 1987: L.A. Law - Beauty and the Beast - Murder, She Wrote - St. Elsewhere - Thirtysomething - A Year in the Life - 1988: Thirtysomething - Beauty and the Beast - L.A. Law - Murder, She Wrote - Wiseguy - 1989: China Beach - In the Heat of the Night - L.A. Law - Murder, She Wrote - Thirtysomething - Wiseguy |

### Anos 1990
| - 1990: Twin Peaks - China Beach - In the Heat of the Night - L.A. Law - Thirtysomething - 1991: Northern Exposure - Beverly Hills, 90210 - I'll Fly Away - L.A. Law - Law & Order - 1992: Northern Exposure - Beverly Hills, 90210 - Homefront - I'll Fly Away - Sisters - 1993: NYPD Blue - Dr. Quinn, Medicine Woman - Law & Order - Northern Exposure - Picket Fences - The Young Indiana Jones Chronicles - 1994: The X-Files - Chicago Hope - ER - NYPD Blue - Picket Fences | - 1995: Party of Five - Chicago Hope - ER - Murder One - NYPD Blue - 1996: The X-Files - Chicago Hope - ER - NYPD Blue - Party of Five - 1997: The X-Files - Chicago Hope - ER - Law & Order - NYPD Blue - 1998: The Practice - ER - Felicity - Law & Order - The X-Files - 1999: The Sopranos - ER - Once and Again - The Practice - The West Wing |

### Anos 2000
| - 2000: The West Wing - NBC - CSI: Crime Scene Investigation - CBS - ER - NBC - The Practice - ABC - The Sopranos - HBO - 2001: Six Feet Under - HBO - 24 - Fox - Alias - ABC - CSI: Crime Scene Investigation - CBS - The Sopranos - HBO - The West Wing - NBC - 2002: The Shield - FX - 24 - Fox - Six Feet Under - HBO - The Sopranos - HBO - The West Wing - NBC - 2003: 24 - Fox - CSI: Crime Scene Investigation - CBS - Nip/Tuck - FX - Six Feet Under - HBO - The West Wing - NBC - 2004: Nip/Tuck - FX - 24 - Fox - Deadwood - HBO - Lost - ABC - The Sopranos - HBO | - 2005: Lost - ABC - Commander in Chief - ABC - Grey's Anatomy - ABC - Prison Break - Fox - Rome - HBO - 2006: Grey's Anatomy - ABC - 24 - Fox - Big Love - HBO - Heroes- NBC - Lost - ABC - 2007: Mad Men - AMC - Big Love - HBO - Damages - FX - Grey's Anatomy - ABC - House - Fox - The Tudors - Showtime - 2008: Mad Men - AMC - Dexter - Showtime - House - Fox - In Treatment - HBO - True Blood - HBO - 2009: Mad Men - AMC - Big Love - HBO - Dexter - Showtime - House - Fox - True Blood - HBO |

### Anos 2010
| - 2010: Boardwalk Empire - HBO - Dexter - Showtime - The Good Wife - CBS - Mad Men - AMC - The Walking Dead - AMC - 2011: Homeland - Showtime - American Horror Story - FX - Boardwalk Empire - HBO - Boss - Starz - Game of Thrones - HBO - 2012: Homeland – Showtime - Boardwalk Empire – HBO - Breaking Bad – AMC - Downton Abbey – PBS - The Newsroom – HBO - 2013: Breaking Bad - AMC - Downton Abbey - PBS - The Good Wife - CBS - House of Cards - Netflix - Masters of Sex - Showtime - 2014: The Affair – Showtime - Downton Abbey – PBS - Game of Thrones – HBO - The Good Wife – CBS - House of Cards – Netflix | - 2015: Mr. Robot – USA Network - Empire – Fox - Game of Thrones – HBO - Narcos – Netflix - Outlander – Starz - 2016: The Crown – Netflix - Stranger Things – Netflix - Game of Thrones – HBO - This Is Us – CBS - Westworld – HBO - 2017: The Handmaid's Tale – Hulu - Stranger Things – Netflix - Game of Thrones – HBO - This Is Us – CBS - The Crown – Netflix - 2018: The Americans – FX - Bodyguard – BBC One - Homecoming – Amazon Prime Video - Killing Eve – BBC America - Pose – FX - 2019: Succession – HBO - Big Little Lies – HBO - The Crown – Netflix - Killing Eve – BBC America - The Morning Show – Apple TV+ |

### Anos 2020
| - 2020: The Crown – Netflix - Lovecraft Country – HBO - The Mandalorian – Disney+ - Ozark – Netflix - Ratched – Netflix - 2021: Succession – HBO - Pose – FX - Lupin – Netflix - Squid Game – Netflix - The Morning Show – Apple TV+ - 2022: House of the Dragon – HBO - Ozark – Netflix - Severance – Apple TV+ - Better Call Saul – AMC - The Crown – Netflix - 2023: Succession – HBO - The Last of Us – HBO - The Diplomat – Netflix - The Crown – Netflix - The Morning Show – Apple TV+ - 1923 – Paramount+ - 2024: Shōgun – FX / Hulu - Slow Horses – Apple TV+ - Squid Game – Netflix - The Diplomat – Netflix - Mr. & Mrs. Smith – Prime Video - The Day of the Jackal – Peacock |